# Антоніу Рамалью Іаніш
Анто́ніу душ Са́нтуш Рама́лью Іа́ніш (порт. António dos Santos Ramalho Eanes, МФА: [ɐ̃.ˈtɔ.ni.u duʃ ˈsɐ̃.tuʒ ʁɐ.ˈma.ʎu i.ˈɐ.nɨʃ]; 25 січня 1935, Алкаїнш, Каштелу-Бранку) — португальський генерал і політик, 16-й президент Португалії з 14 липня 1976 по 9 березня 1986 року. Став першим демократично обраним президентом країни після революційних подій 25 квітня 1974 року.

## Біографія
Рамалью Іаніш народився в Алкаїнші, муніципалітет Каштелу-Бранку, в скромній родині. Шкільну освіту почав здобувати у 1942 році, коли пішов у ліцей в Каштелу-Бранку. Пізніше, у 1952 році вступає на військову службу, де спочатку навчається у військвій школі (1952—1956); проходить курс стажування по спецопераціях у 1962 році; інструктор курсу психології у військовому училищі у 1969 році. Крім того, навчається у Вищому інституті психології протягом трьох років. У збройних силах продовжує кар'єру у піхотних військах. Під час колоніальних війн Португалії служив в Португальських колоніях в Індії, Макао, Мозамбіку, Гвінеї-Бісау, Анголі.
Під час Революції гвоздик знаходився на службі в Анголі. Приєднавшись до революційного Руху збройних сил, повернувся до Португалії, де був призначений керуючим державного телебачення RTP, — посада, на якій пробув до березня 1975 року.

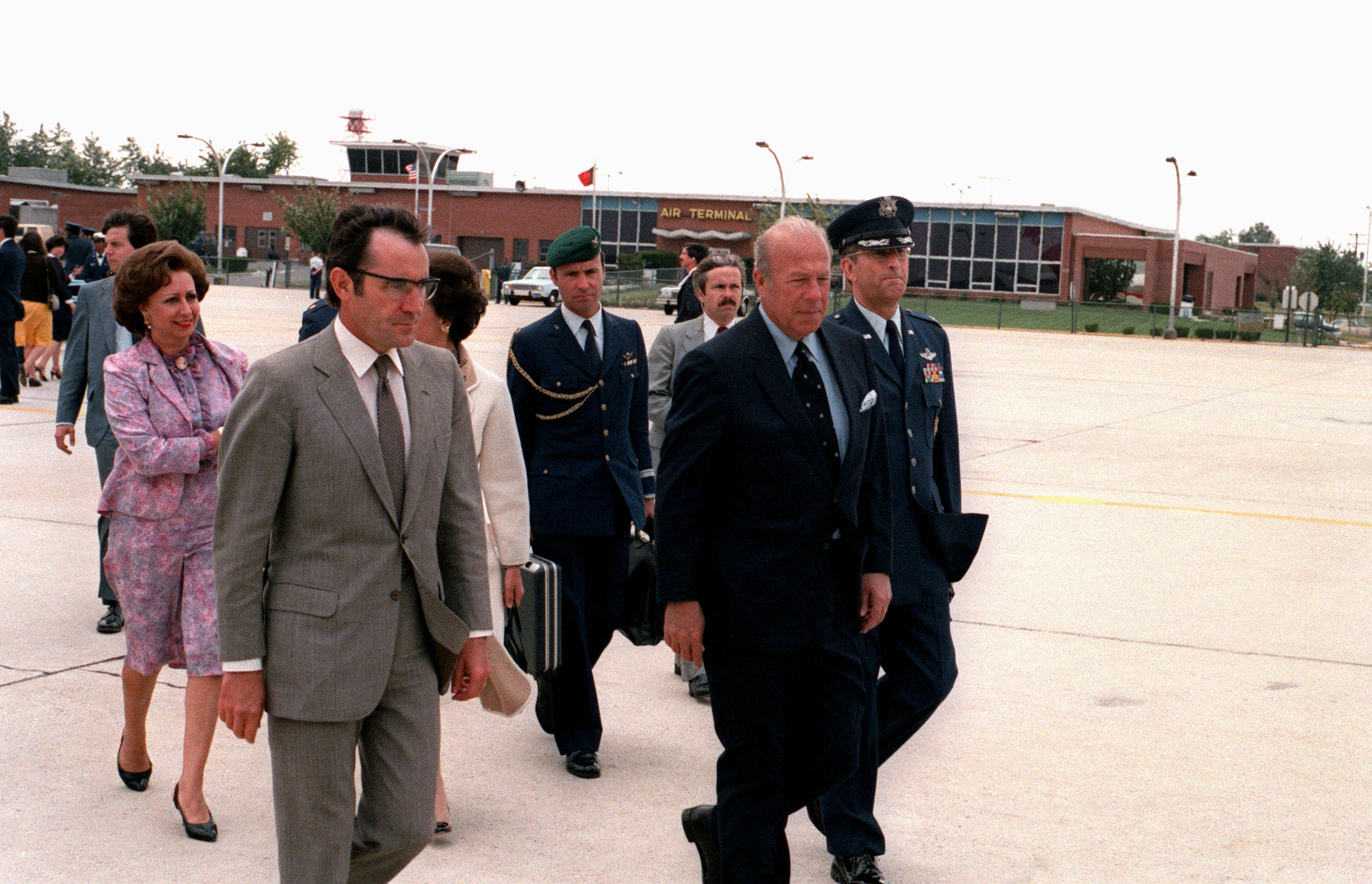
Президент Рамалью Іаніш (ліворуч) під час офіційного візиту до США

У 1975 році у званні підполковника керував військовою операцією 25 листопада у придушенні спроби державного перевороту радикально налаштованих елементів революційного Руху збройних сил.
У 1976 році був обраний президентом республіки, в кінці 1980 року був переобраний на цю посаду. Під кінець другого мандату заснував свою партію демократичного напрямку — Демократична партія відновлення (порт. Partido Renovador Democrático), хоча балотуватися у президенти на третій термін не став.
24 травня 1978 року отримав звання генерала, згодом у березні 1986 року вийшов у запас (за власним бажанням). Сьогодні є державним радником.

## Результати виборів

### Президентські вибори27 червня1976року
| Кандидат                  | Голосів   | %     |
| Рамалью Іаніш             | 2.967.137 | 61,59 |
| Отелу Сарайва де Карвалью | 792.760   | 16,46 |
| Піньєйру де Азеведу       | 692.147   | 14,37 |
| Отавіу Пату               | 365.586   | 7,59  |

### Президентські вибори7 грудня1980року
| Кандидат                  | Голосів          | %     |
| Рамалью Іаніш             | 3.262.520        | 56,44 |
| Соареш Карнейру           | 2.325.481        | 40,23 |
| Отелу Сарайва де Карвалью | 85 896           | 1,49  |
| Галвау де Мелу            | 48.468           | 9,84  |
| Піреш Велозу              | 45.132           | 0,78  |
| Аіреш Родрігіш            | 12.745           | 0,22  |
| Карлуш Бріту              | зняв кандидатуру | —     |